# Herbert Otto Brintzinger
Herbert Otto Brintzinger (* 2. Februar 1898 in Eßlingen; † 20. November 1969 in Tübingen) war ein deutscher Chemiker.

## Leben und Wirken
Brintzinger studierte ab 1918 Chemie an der TH Stuttgart und wurde dort 1922 zum Dr. Ing. promoviert. Danach war er Assistent an der TH Stuttgart und der TH Breslau und zwei Jahre Leiter eines Keramikwerks in Trient. Ab 1925 war er an der Universität Jena, war nach der Habilitation 1927 Privatdozent, 1933 außerplanmäßiger Professor und 1938 außerordentlicher Professor für Technische Chemie. Am 30. Juni 1937 beantragte er die Aufnahme in die NSDAP und wurde rückwirkend zum 1. Mai desselben Jahres aufgenommen (Mitgliedsnummer 5.203.246). Nach dem Zweiten Weltkrieg war er 1948 Gastprofessor an der TH Stuttgart, ab 1949 Leiter der Forschung in der Papierfabrik Scheufelen in Oberlenningen und 1950 bis 1952 Direktor des Forschungsinstituts für Pigmente, Lacke und Lackrohstoffe in Stuttgart.
Er befasste sich mit Schutzkolloiden, Dialyse (mit der er eine Methode zur Bestimmung der Größe gelöster Teilchen entwickelte) und entwickelte 1931 eine Methode der katalytischen Abwasserreinigung. Später befasste er sich mit der Herstellung metallischer Überzüge und Pigmentfarben.
Er ist der Vater des Chemikers Hans-Herbert Brintzinger.